# كازينو جاك (فلم)
كازينو جاك (بالإنجليزية: Casino Jack) فيلم درامي كوميدي عام 2010 من إخراج جورج هيكنلوبر وبطولة كيفن سبيسي. يركز الفيلم على الحياة المهنية لعضو جماعة الضغط lobbyist (اللوبي) في واشنطن العاصمة ورجل الأعمال جاك أبراموف، الذي تورط في فضيحة فساد واسعة النطاق أدت إلى إدانته بالإضافة إلى إدانة اثنين من مسؤولي البيت الأبيض وأيضا النائب بوب ناي وتسعة آخرين من أعضاء جماعات الضغط. أعضاء الكونغرس. أدين أبراموف بالاحتيال والتآمر والتهرب الضريبي في عام 2006، وتجارة الهدايا والوجبات والرحلات الرياضية باهظة الثمن مقابل خدمات سياسية. قضى أبراموف ثلاث سنوات ونصف من حكم بالسجن لمدة ست سنوات في السجن الفيدرالي، ثم تم تعيينه في منزل في منتصف الطريق. أطلق سراحه في 3 كانون الأول (ديسمبر) 2010. تم ترشيح سبيسي لجائزة جولدن جلوب لأفضل ممثل، فيلم موسيقي أو كوميدي عن تصويره لأبراموف، وخسر في النهاية أمام بول جياماتي عن دوره في فيلم «نسخة بارنيBarney's Version».

## طاقم التمثيل
- كيفين سبيسي: في دور جاك أبراموف
- كيلي بريستون: في دور بام أبراموف
- راشيل لفيفر: في دور إميلي جي ميلر
- باري بيبر: في دور مايكل سكانلون
- جون لوفيتز: في دور آدم كيدان
- جون ديفيد والين: في دور كيفن أ. رينغ
- يانيك بيسون: في دور أوسكار كاريلو
- جراهام جرين: في دور بيرني سبراج
- إريك شفايغ: في دور رئيس المعطف
- موري تشيكن: في دور بيج توني
- كريستيان كامبل: في دور رالف ريد
- سبنسر غاريت: في دور توم ديلاي
- جو بانجيي: في دور أنتوني فيراري
- ديفيد فريزر: في دور كارل روف
- جيفري ر. سميث: في دور جروفر نوركويست
- دانيال كاش: في دور جوس بوليس
- كونراد بلا: في دور الوكيل هانلي
- هانا إنديكوت دوغلاس: في دور سارة أبراموف
- روث مارشال: في دور سوزان شميدت
- ريد مورغان: في دور بريان مان
- ديوك ريدبيرد

في دور السيناتور نايتورس

## ملخص أحداث الفيلم
إن عضو جماعة الضغط القوي جاك أبراموف (كيفين سبيسي) في مهمة لاكتساب كل الأشياء الجيدة التي يمكن أن يشتريها المال والسلطة والامتياز. يشرع جاك أبراموف مع شريك العمل مايكل سكانلون (باري بيبر) إلى جانبه، في استخدام النفوذ الكبير لتكوين إمبراطورية شخصية مربحة ومؤثرة. عندما يتعاون أبراموف وسكانلون مع صديق متصل بالغوغاء لتنفيذ أحدث مخطط لهما، سرعان ما يجدان نفسيهما فوق رؤوسهما.

## استقبال الفيلم
حصل الفيلم على تصنيف 39% بناء على آراء 97 ناقد فني في موقع الطماطم الفاسدة، يقول الإجماع النقدي للموقع: «كيفن سبيسي يقدم أحد عروضه القوية، لكن كازينو جاك هو سرد خيالي غير متساوٍ بشكل مخيب للآمال لقصة حقيقية رائعة»، وحصل الفيلم على تصنيف مقداره 51% بناء على آراء 24 ناقد فني على موقع ميتاكريتيك.
منح الناقد الكبير روجر إيبرت الفيلم ثلاثة من أصل أربعة نجوم، مشيرًا إلى أن «كازينو جاك صريح جدًا، إنه مذهل».

## وصلات خارجية
- مقالات تستعمل روابط فنية بلا صلة مع ويكي بيانات